# Локве-при-Добрничу
Локве-при-Добрничу (словен. Lokve pri Dobrniču) — поселення в общині Требнє, регіон Південно-Східна Словенія, Словенія.